# Quiet Times
"Quiet Times" là bài hát theo thể loại Pop do ca sĩ Dido thể hiện, được phát hành dưới dạng đĩa đơn tải xuống thứ hai của album phòng thu, Safe Trip Home và là đĩa đơn thứ ba trong tổng thể. Đĩa đơn được phát hành độc quyền tại Úc và nhiều quốc gia Đông Âu khác. Ca khúc này được viết tặng cho bố cô, người qua đời vào năm 2006. Ca khúc có nằm trong nhiều bộ phim truyền hình dài tập như Ghost Whisperer, One Tree Hill và Grey's Anatomy.

## Danh sách bài hát
Tải nhạc số
1. "Quiet Times" - 3:17

## Các bảng xếp hạng
| Các bảng xếp hạng (2009)     | Thứ hạng cao nhất |
| ---------------------------- | ----------------- |
| Czech Republic Airplay Chart | 65                |
| Russia Moscow Airplay Chart  | 70                |

## Lịch sử phát hành
| Khu vực | Ngày                | Định dạng   |
| ------- | ------------------- | ----------- |
| Đông Âu | 14 tháng 2 năm 2009 | Tải nhạc số |
| Úc      | 18 tháng 2 năm 2009 | Tải nhạc số |